# Grewia angolensis
Grewia angolensis är en malvaväxtart som beskrevs av Friedrich Welwitsch och Maxwell Tylden Masters. Grewia angolensis ingår i släktet Grewia och familjen malvaväxter. Inga underarter finns listade i Catalogue of Life.